# Wirtschaft/Politik
Wirtschaft/Politik (kurz WiPo, Wi/Po, Wi./Po. oder auch Wipo) ist an den allgemeinbildenden Schulen in Schleswig-Holstein als eigenständiges Schulfach verankert.

## Grundlagen
Politische Themen werden in Schleswig-Holstein bereits in der Grundschule im Rahmen des Heimat- und Sachunterrichts (HSU) angesprochen, politischer Unterricht beginnt in der Haupt- und Realschule jedoch erst in der 8./9. Klasse, im Gymnasium in der 7.
In Klasse 8 und 9 der Hauptschule werden je zwei Stunden Wirtschaft/Politik angeboten, in der Realschule werden in der 9. Klasse eine Stunde und in der 10. Klasse zwei Stunden unterrichtet. Außerdem werden in den Realschulen auch zahlreiche Wahlpflichtkurse mit dem Schwerpunkt Wirtschaft/Politik angeboten.

## Geschichte des Faches in Schleswig-Holstein
1970 wurde das Fach Arbeitslehre an den Hauptschulen zur Erprobung zugelassen.
1973 berief der damalige Kultusminister Walter Braun einen „Zentralausschuss Politische Bildung“. Dieser legte einen Bericht vor, der ein eigenständiges Unterrichtsfach zur Förderung der politischen Bildung empfahl. 
Im gleichen Jahr wurde entschieden, dass ein neues Fach unter dem Namen „Wirtschaft/Politik“ eingeführt werden sollte. Es wurde festgelegt, dass diejenigen Inhalte der Arbeitslehre, die nicht durch die Fächer Technisches Werken, Textiles Werken und Hauswirtschaftslehre abgedeckt werden können, in das neue Fach eingebracht werden sollten. Hierzu gehörte auch die Berufsorientierung. Ebenso sollte die politische Bildung in diesem Fach vertreten sein.
Nach einer längeren Erprobungsphase wurde das Fach 1980 (Hauptschule) bzw. 1981 (Realschule) in den Rahmenstundenplan aufgenommen. Erst fast zwanzig Jahre später wurde das Fach in den Oberstufen der Gymnasien eingeführt.

## Inhalte
Neben der politischen und wirtschaftlichen Bildung ist ein zentraler Bereich des Faches auch der Berufswahlunterricht. 

## Ausbildung der Lehrkräfte
Die Lehrkräfte werden an der Universität Flensburg und der Christian-Albrechts-Universität in Kiel ausgebildet. 